# Іска (Біблія)
Іска (івр. יִסְכָּה‎, Yiskāh) — племінниця Авраама, дочка Гарана:

| І взяли собі Аврам і Нахор жінок, жінка ж Аврама звалася Сараї, а жінка Нахора звалась Мілка, дочка Гарана, що був батьком Мілки й батьком Іски. [2] |
Ім'я Іска (יִסְכּֽה Jiskah) походить з івритського кореня סכה (s-k-h, «бачити») та означає — бачення, передбачення. Якщо івритом Йод є елемент імені YHWH, то ім'я може означати «YHWH бачть», «YHWH упізнав».
Припускають, що від Іски походить ім'я Джессіка (англ. Jessica). Вперше це ім'я з'являється у комедії Шекспіра — Венеційський купець, так звали дочку купця-єврея Шейлока. Вважається, що Шекспір узяв ім'я з Біблії та англофікував його..